# Kertaangsana
Kertaangsana is een bestuurslaag in het regentschap Sukabumi van de provincie West-Java, Indonesië. Kertaangsana telt 6125 inwoners (volkstelling 2010).